# 9 de l'Hidra Femella
9 de l'Hidra Femella (9 Hydrae) és un estel a la constel·lació de l'Hidra Femella de magnitud aparent +4,87. S'hi troba a 212 anys llum del sistema solar.
Com a molts estels del cel nocturn, 9 de l'Hidra Femella és una gegant taronja, sent el seu tipus espectral K0IIICN. En la mateixa constel·lació de l'Hidra Femella, Alphard (α Hydrae), λ Hydrae, ν Hydrae i π Hydrae són també estels d'aquesta classe. Les lletres «CN» en el tipus espectral de 9 Hydrae indiquen que, igual que θ Herculis, és un estel ric en cianogen (CN), on els elements creats en el seu nucli per fusió nuclear arriben a la seva superfície.
9 de l'Hidra Femella té una temperatura efectiva de 4.688 ± 5 K i és 49 vegades més lluminosa que el Sol. Posseeix un diàmetre 11 vegades més gran que el diàmetre solar, comparable al de la coneguda Pòl·lux (β Geminorum), la gegant taronja més propera al Sistema Solar. Gira sobre si mateixa amb una velocitat de rotació projectada de 19 km/s. Mostra un contingut metàl·lic comparable al solar, sent el seu índex de metal·licitat [Fe/H] igual a +0,01. És un estel del disc fi amb una edat estimada de 4.570 milions d'anys.
Encara que 9 de l'Hidra Femella forma un estel doble amb BD-15 2554B, ambdós estels no estan físicament relacionades, constituint una doble òptica.